# Équipe du pays de Galles de rugby à sept
L'Équipe du pays de Galles de rugby à sept est l'équipe qui représente le Pays de Galles dans les principales compétitions internationales de rugby à sept lors de la Coupe du monde de rugby à sept et des Jeux du Commonwealth, et jusqu'en 2022 au sein de la série mondiale. L'équipe est actuellement entraînée par le gallois Paul John (en). 
Elle a la particularité d'avoir gagné une Coupe du monde sans pourtant avoir jamais gagné d'étapes de la série mondiale. 

## Histoire
À l'intersaison 2022, les Fédérations anglaise, écossaise et galloise décident conjointement d'aligner une équipe commune de Grande-Bretagne dès la saison 2022-2023 des séries mondiales, sur le principe des Jeux olympiques. Chacune des équipes nationales reste néanmoins indépendante dans le cadre de la Coupe du monde et des Jeux du Commonwealth.

## Palmarès
- Champion du monde de rugby à sept en 2009.

### Parcours en Coupe du monde
Le pays de Galles a participé à quatre Coupes du monde de rugby à sept, dont la première édition en 1993. Il a remporté l'édition 2009 en battant l'Argentine en finale. 
| Édition | Résultat     | Notes                                |
| ------- | ------------ | ------------------------------------ |
| 1993    |              | Demi finaliste de la Plate           |
| 1997    |              | Quart de finaliste de la Melrose Cup |
| 2001    |              | Demi finaliste de la Plate           |
| 2005    | Non qualifié |                                      |
| 2009    | Vainqueur    |                                      |
| 2013    |              | Quart de finaliste de la Melrose Cup |

### Série mondiale
Résultats des dernières saisons :
| Édition   | Résultat | Points |
| --------- | -------- | ------ |
| 2013-2014 | 11e      | 65     |
| 2012-2013 | 7e       | 91     |
| 2011-2012 | 8e       | 91     |
| 2010-2011 | 7e       | 62     |
| 2009-2010 | 9e       | 34     |